# Frenzy
Frenzy è un film del 1972 diretto da Alfred Hitchcock.
Presentato fuori concorso alla chiusura del 25º Festival di Cannes, è il penultimo film del regista che per girarlo tornò a Londra, sua città natale.

## Trama
Un pericoloso maniaco sessuale impotente terrorizza Londra, strangolando le donne con una cravatta. Per una serie di sfortunate coincidenze, i sospetti cadono su Richard Blaney, un ex pilota della RAF, semi alcolizzato che vive di lavori saltuari. L'ultima vittima è infatti la sua ex-moglie, Brenda Blaney, che gestisce un'agenzia matrimoniale e la testimonianza della segretaria che lo ha visto allontanarsi poco dopo l'omicidio peggiora la sua situazione. Braccato dalla polizia, Richard si nasconde a casa dei coniugi Porter con l'aiuto della compagna Barbara ("Babs"), cameriera nel pub in cui lavorava anche lui.
L'assassino, la cui identità è nota al pubblico fin dalle prime scene, uccide anche Babs, che lo conosce e si fida di lui, e ne nasconde il corpo in un sacco di patate pronto per la spedizione, salvo poi doverlo rintracciare per recuperare una spilla rimasta in mano alla donna. Dovendo abbandonare la casa dei Porter, Richard chiede aiuto all'amico Rusk che gli offre ospitalità ma solo per tradirlo e consegnarlo alla polizia insieme a delle prove false. Arrestato e condannato per pluriomicidio, Richard Blaney sa di essere stato incastrato e quando riesce ad evadere di prigione si reca a casa del vero colpevole con l'intenzione di ucciderlo.
L'ispettore Oxford riesce intanto a risalire al vero omicida e una volta appreso dell'evasione si dirige anch'egli verso casa di Rusk, consapevole di trovarvi Blaney. Una volta incontratisi gli comanda di tacere e assistere al macabro spettacolo del tentativo di occultamento dell'ennesima vittima, incastrando l'assassino definitivamente.

## Produzione
Il produttore fu Alfred Hitchcock per la Universal Pictures; produttore associato William Hill.

### Soggetto
Sceneggiato da Anthony Shaffer, famoso a Londra e a New York per il dramma teatrale Sleuth, sulla base del romanzo di Arthur La Bern Goodbye Piccadilly, Farewell Leicester Square. Hitchcock in un primo tempo aveva offerto la sceneggiatura a Vladimir Nabokov, che per già assunti impegni aveva rifiutato. Frenzy significa “delirio, frenesia, follia”.

### Riprese
Il film fu girato durante l'estate - autunno del 1971 a Londra negli studi Pinewood e al Covent Garden, all'epoca mercato ortofrutticolo di Londra.
Hitchcock scelse di girare il film a Londra, città della sua infanzia e dei suoi primi film, ritornandovi dopo oltre vent'anni. La scelta fu dettata anche da ragioni pratiche: Londra offriva la possibilità di produrre con risorse limitate, consentendo di mantenere bassi i costi, di girare con maggior velocità e meno interferenze rispetto a Hollywood; si potevano inoltre scritturare bravi attori di teatro, preparati, attenti al dettaglio e disponibili ad accettare anche parti minori.
Durante la lavorazione il regista attraversò un momento difficile: sua moglie Alma, da sempre sua preziosa collaboratrice e fedele compagna, fu colpita da un infarto e per farsi curare dovette ritornare a Los Angeles.
Tuttavia, ai primi di ottobre le riprese erano terminate. Il film costò 2 milioni di dollari, la metà di Topaz. L'anteprima mondiale si ebbe, su invito, a Londra il 25 maggio 1972.

### Colonna sonora
La composizione della colonna sonora fu inizialmente affidata a Henry Mancini, autore di grande successo, ma Hitchcock non fu contento della partitura presentata e si rivolse al compositore britannico Ron Goodwin, a cui chiese una musica vivace, briosa, caratterizzata da strumenti a fiato e campanelli, e per nulla macabra.

### I luoghi
Londra è protagonista in Frenzy, ma è una Londra che ha un'atmosfera tutta particolare, quella dell'immaginario di Hitchcock e dei suoi ricordi giovanili:
- i mercati generali di Covent Garden, in cui egli si recava da bambino con suo padre, commerciante di frutta e verdura che aveva negozio a Leytonstone, qui immortalati prima di essere demoliti nel 1974;
- il tribunale dell'Old Bailey, istituzione simbolo e ambientazione prediletta per i processi raccontati nelle sue opere precedenti;
- gli stretti vicoli attorno a Bow Street, a Oxford Street, alla County Hall, al Coburg Hotel, poco lontani dai teatri di Drury Lane, ai cui spettacoli domenicali tante volte aveva assistito con i suoi genitori;
- Simpson, il suo ristorante preferito nello Strand;
- i pub popolari e affollati;
- l'appartamento dell'assassino, in Henrietta Street, ai piani superiori della Duckworth and Company, in cui aveva abitato Clemence Dane, scrittrice famosa negli anni trenta, autrice del testo da cui Hitchcock aveva tratto Omicidio! (1929);
- la casa in The Aldwich, contrassegnata da una targa blu e appartenuta a Ivor Novello, protagonista de Il pensionante (1927) e Il declino (1927).

Su pressione di Shaffer il regista accettò anche alcuni luoghi della Londra moderna:
- il London Hilton;
- la New Scotland Yard.

### Scene eliminate
Secondo il produttore Laurent Bouzereau sono almeno 3 le scene eliminate dal montaggio finale e di cui si ha prova grazie al ritrovamento delle foto di scena.
Una scena di sesso fra Blaney e Babs nella stanza d'albergo, le riprese di una donna che fugge seminuda di notte dall'appartamento di Rusk e un finale alternativo con Blaney che cena a casa dell'ispettore Oxford con la moglie. Le foto di scena sono presenti come contenuti extra nel DVD del film.

## Espedienti narrativi

### Le donne
Hitchcock rinuncia alle dive famose che avevano rappresentato l'ideale femminile irraggiungibile. Con una scelta di discontinuità ricorre ad attrici di teatro dall'aspetto comune e dimesso, ad eccezione di Billie Whitelaw, interprete di un personaggio sgradevole. Anna Massey si avvale di un'avvenente controfigura, a raffigurarla svestita in penombra mentre si alza dal letto.

### Il cibo
Il cibo è un tema centrale nel film e ad esso il regista sovrappone con umorismo nero quello del delitto.
Macabro e comico, appetito e disgusto si mescolano.
- I mercati generali straripano di prodotti alimentari di ogni tipo, da quelli plebei come patate, cipolle, carote a quelli pregiati, che Hitchcock sapeva apprezzare da esperto e raffinato buongustaio, come gli agrumi di Jaffa e l'uva di Spagna. Ma in questo paradiso di fiori, frutta e verdura si nasconde il crimine. Rusk, l'assassino, è un affabile ma imprevedibile commerciante di prodotti ortofrutticoli, generoso con lo squattrinato Blaney tanto da regalargli per cena una confezione di costosa uva moscato. Blaney poi la getta a terra e pesta l'uva sotto i piedi per la rabbia di non aver potuto puntare sul cavallo vincente segnalatogli dallo stesso Rusk.
- Su un camion che trasporta sacchi di patate, destinate per la crisi del mercato ad essere interrate come concime, Rusk nasconde il cadavere di Babs.
- L'assassino sorprende la titolare dell'agenzia matrimoniale mentre questa sta facendo colazione nel suo ufficio: dopo averla strangolata, con noncuranza finisce di mangiare la mela che lei aveva preparato sulla scrivania e si pulisce i denti con la propria spilla-fermacravatta. Dopo aver ucciso Babs, ripete il rituale: si butta sul divano, beve e sbocconcella un dolcetto, vorrebbe pulirsi i denti col fermacravatte ed è allora che scopre di non averlo più.
- La moglie dell'ispettore, frequentatrice di un corso di gastronomia, si ostina a propinare al marito manicaretti elaborati ma immangiabili. Lui, che sogna uova strapazzate al prosciutto e bistecche con patate al forno, è costretto a piluccare di malavoglia gli intrugli dai misteriosi nomi francesi. Fra una portata e l'altra, aggiorna la moglie circa le novità sulle indagini e il rumore del grissino che la donna spezza ricorda sinistramente quello delle dita di Babs, irrigidite dalla morte e fratturate dall'assassino per strapparle il fermacravatte.

### L'arma del delitto
Il semplice, quotidiano gesto di annodarsi la cravatta diventa un modo di uccidere: quotidianità e follia hanno confini labili:
"La cravatta è l'arma del delitto ed è il leitmotiv del film, come rivela anche il celebre, avvolgente movimento della macchina da presa che gira attorno alle vittime stringendole come in “un nodo alla gola”".
Il tema dello strangolamento ha sempre attratto Hitchcock ed è presente in moltissimi suoi film.

### Temi caratteristici di Hitchcock
Il ritrovamento della donna assassinata nelle acque del Tamigi e l'atmosfera angosciosa di una Londra terrorizzata dal serial killer sono una precisa citazione del suo primo thriller Il pensionante, e i critici cinematografici hanno sottolineato il percorso circolare di una carriera che si conclude con un ritorno alle origini.
In Frenzy compaiono tutti i temi caratteristici della produzione del regista:
- L'inganno delle apparenze: l'innocente è il presunto colpevole e su di lui il gioco del caso fa cadere tutti i sospetti. Alle inquadrature che mostrano l'ennesima vittima del maniaco della cravatta, il malizioso montaggio del regista accosta l'inquadratura di Blaney che davanti allo specchio si sta annodando la cravatta. Una maschera di gentilezza e di cordialità rende insospettabile il vero colpevole. L'innocente deve scoprire da solo l'assassino per potersi discolpare.
- L'implacabilità dell'istituzione giustizia, che intrappola l'innocente con le sue spietate procedure: arresto, processo, verdetto-condanna e incarceramento. La macchina da presa riprende il processo dall'esterno dei cancelli che disegnano sull'imputato e la corte una ragnatela metaforica; dopo che è stata emessa la sentenza di colpevolezza, inquadra dall'alto il condannato incastrato fra le quattro pareti della cella, citando le indimenticabili inquadrature de Il ladro.
- Le difficili relazioni fra uomo e donna e la sottile vena misogina del regista: l'agenzia matrimoniale è tenuta da una divorziata e la segretaria è una zitella; nella coppia combinata, con la donna che prepotentemente dà ordini al nuovo compagno, già si profila un'imminente conflittualità; due personaggi si scambiano la battuta: "le donne abbandonano più volentieri l'onore che un vestito".
- L'orrore del delitto sessuale, la patologia dei comportamenti dello psicopatico e il rapporto edipico con la madre che rimanda direttamente a Psyco.
- La labilità dei confini tra normalità e follia.
- L'ironia che pervade tutto il film e che culmina nella sarcastica battuta finale dell'ispettore.

### Colore
Una gamma di tonalità brillanti per il Covent Garden e le sue merci colorate. Colori accesi caratterizzano anche alcuni personaggi, come il biondo dei capelli di Barry Foster - Bob Rusk o il rosso del tailleur di Anna Massey - Babs. 
Una dominante azzurro-viola per la scena notturna del viaggio del camion carico di patate.

## Accoglienza
Il film uscì nelle sale cinematografiche a New York il 21 giugno 1972. La stampa americana lo accolse con un coro di lodi unanimi. La stampa britannica espresse delle riserve per la violenza di alcune scene e per l'uso del nudo.
Al Festival di Cannes il film fu proiettato fuori concorso e fu salutato dal pubblico con una prolungata ovazione.
La sola prima visione fece incassare negli Stati Uniti e in Canada 6 milioni di dollari, mentre complessivamente il film fruttò un ricavo lordo di 16 milioni di dollari.

## Sequenze famose
- Il primo assassinio

La scena del tentato stupro e del successivo strangolamento di Brenda, ex moglie di Blaney, per la violenza ricorda l'assassinio di Marion Crane nel precedente Psyco; l'attrice che interpreta Brenda, Barbara Leigh-Hunt, è oltretutto bionda, con un taglio di capelli simile a quello di Janet Leigh-Marion Crane. La scena è descritta direttamente e nei dettagli, attraverso una serie di bruschi stacchi. Nei film precedenti l'atto dell'omicidio era solo stilizzato, accennato, metaforizzato. Ora una più moderna concezione della libertà di espressione artistica permette ad Hichcock di mostrare, come lui stesso dichiarò, ”un assassino al lavoro”. Dieci anni prima ciò non gli sarebbe stato possibile.
- Il secondo assassinio

Il secondo assassinio di Babs è costruito per ellissi, in contrapposizione con il primo. Hitchcock ottiene il risultato voluto lavorando con la macchina da presa e con il sonoro.
«Non so se l'hai capito, Babs, ma tu per me sei l'ideale come tipo di donna...» dice Rusk a Babs.
Dopo queste parole il regista toglie dalla colonna sonora ogni rumore e lascia un silenzio assoluto.
La macchina da presa, con una carrellata vertiginosa all'indietro, dal pianerottolo di fronte alla porta chiusa, scende giù per le scale ed esce fuori dal portone della casa. Qui c'è il ritorno al sonoro con i rumori della strada che diventano sempre più forti, fino a coprire qualsiasi grido della vittima.
- La scena sul camion

La scena contiene la classica mescolanza di terrificante e comico.
Rusk si è accorto che il fermacravatta con le sue iniziali è rimasto nelle mani della vittima, nascosta in un sacco di patate e caricata su un camion in viaggio sulla Great North Road. Mentre il camion sobbalza e ondeggia, lui lotta in un macabro corpo a corpo con il cadavere.
Dal sacco aperto le patate ruzzolano sull'asfalto. Un viaggiatore avvisa l'autista, il quale ferma il camion, controlla e chiude meglio il rimorchio, senza tuttavia scoprire né il cadavere né l'assassino. Il regista costringe lo spettatore a vivere la suspense dalla parte dell'assassino e a percepire tutta l'ambiguità della situazione.
La sequenza si compone di 118 inquadrature separate, numerate a tavolino e successivamente montate secondo il rigoroso ordine indicato da Hitchcock.

## Cameo del regista
Il film si apre con una panoramica sul Tamigi, dove poco lontano, dallo Strand, un politico sta tenendo un comizio sullo stato di pulizia del fiume. Per macabra ironia, affiora dalle acque il cadavere di una vittima e fra i presenti  - i quali non applaudono l'oratore - appare Alfred Hitchcock con la bombetta nera.

## Collegamenti ad altre pellicole
Un serial killer che uccide giovani donne strangolandole con una cravatta era già apparso nel film noir del 1944 La follia di Barbablù, diretto da Edgar G. Ulmer.

## Riconoscimenti
1973 - Golden Globe
- Candidatura per il Miglior film
- Candidatura per il miglior regista a Alfred Hitchcock
- Candidatura per il migliore sceneggiatura
- Candidatura per migliore colonna sonora